# Ламар, Игнац

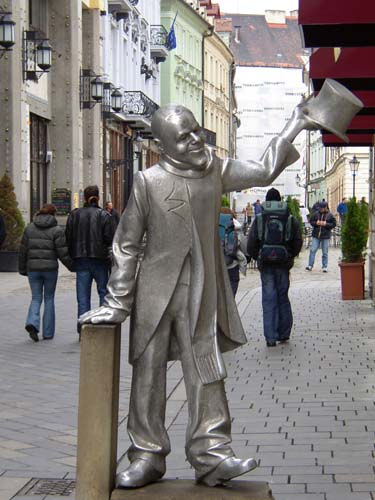
Статуя Ламара в Братиславе.

Игнац Ламар (более известен как «Красавчик Наци», нем. Schöner Náci;  11 августа 1897, Энгерау, королевство Венгрия, Австро-Венгрия (ныне район Петржелка, Братислава, Словакия) — 23 октября 1967, Лехнице, Дунайска-Стреда, Чехословакия) — житель города Братислава, известный своим необычным внешним видом и поведением.

## Биография
Родился в семье сапожника, его отец был венгром, а мать немкой; есть сведения, что его дед, также Игнац Ламар, был клоуном и не вполне здоровым психически. Его мать бросила семью вскоре после его рождения, бежав со своим любовником в Вену, а отец умер через несколько лет после этого, ввиду чего Ламар был с детства вынужден заботиться о себе сам. Его младший брат, парализованный с рождения, был взят на воспитание благотворительной организацией. В итоге Ламар сумел устроиться работником реквизитного цеха в театр, где в скором времени начал изредка выступать как клоун.
В 1914 году его бросила возлюбленная (есть версия, что именно после этого он несколько повредился в уме), тогда же он потерял работу в театре. Во время Первой мировой войны он работал каменщиком и перебивался различными другими случайными заработками (в частности, был помощником сапожника и кондитера, подносчиком угля, чистильщиком ковров, уличным певцом), в том числе убирался в квартирах богатых людей. Он убирался очень хорошо, и через какое-то время его стали приглашать всё больше богачей, ввиду чего у него появились некоторые денежные средства.
Существуют различные версии о происхождении его прозвища. По одной из них, однажды, убираясь в квартире богатого человека, он увидел его гардероб, включавший элегантные фрак и брюки, начищенные ботинки, белую рубашку и шляпу-цилиндр. Его клиент сказал Ламару, что настоящий современный мужчина должен выглядеть только так. На Ламара это якобы произвело огромное впечатление, и он, рассказав об этом своим знакомым, загорелся идеей купить себе такую же одежду и в итоге действительно реализовал её, получив от них прозвище «Красавчик» (нем. Shöner). Несмотря на то, что он продолжал работать уборщиком и выполнять другие грязные работы, гулять по городу Ламар отныне выходил только в дорогом костюме.
В самом конце войны он якобы был ненадолго призван на фронт под именем «Игнацко», а вскоре сослуживцы дали ему прозвище «Наци», происходившее от его имени Игнац. После войны он вернулся в Братиславу, где вскоре получил общегородскую известность под именем Schöne Náci (хотя на немецком языке правильнее Schöner Náci) из-за своего внешнего вида: он, несмотря на свою бедность, по-прежнему всегда был одет в изящный фрак, цилиндр и отполированные ботинки. Он бродил в основном по братиславскому Старому городу, снимал перед прохожими цилиндр и желал всем доброго здоровья и счастья, говорил о своём восхищении Братиславой (приговаривая «Shone» — «красиво», что является ещё одной версией происхождения прозвища), пел песни, а женщинам говорил комплименты, дарил цветы и просил разрешения поцеловать им руки. Иногда он подходил к дешёвым кондитерским и просил угостить его сладостями, и ему никогда не отказывали. Его также очень любили братиславские дети, часто сопровождавшие его криками «Наци идёт!»; по их просьбам он часто пел песни. В 1930-е годы Ламар стал настолько известен в Братиславе, что у него взяла интервью местная газета, что ещё больше увеличило его популярность, а художник Шурман написал его портрет, в течение нескольких лет установленный на главном бульваре Братиславы.
Во время Второй мировой войны Ламар скрывался, опасаясь быть депортированным нацистами в концлагерь по подозрению в сумасшествии. После окончания войны он был помещён в лагерь для немецкоязычного населения (по одной из версий, в том числе из-за своего прозвища, которое власти посчитали созвучным слову «нацист»), но в скором времени был отпущен благодаря заступничеству знакомых; в виде исключения правительство, несмотря на депортацию немецкого населения, позволило ему остаться в Братиславе. После освобождения из лагеря Ламар попросил больше никогда не называть его «Наци» и даже начал изучать словацкий язык. Последние 21 год своей жизни он провёл в местном доме престарелых. В 1967 году он умер от туберкулёза в больнице в Лехнице. Поскольку у него не было никаких родственников, расходы на его похороны взял на себя местный муниципалитет.
Похоронен на Кладбище Святого Андрея в Братиславе.

## Память
В 1997 году, через 30 лет после его смерти, в Братиславе около кафе Мейера, где он часто бывал, была установлена статуя в его честь со скрытым механизмом, благодаря которому она может «снимать» шляпу-цилиндр перед прохожими. Статуя изготовлена в полный рост Ламара скульптором Каролем Кмаром на основе сохранившейся фотографии.
В 2007 году останки Ламара были перезахоронены в Братиславе. На надгробии была высечена фраза «Целую вашу руку» на немецком, словацком и венгерском языках. В 2000 году в Словакии была опубликована его беллетризированная биография.